# Helena Bolińska-Gloksin
Helena Bolińska-Gloksin, także Helena Gloksin (ur. 17 grudnia 1908 w Lublinie, zm. 8 lipca 1985) – polska malarka.

## Życiorys
Uczyła się w latach 1929–1933 w Państwowej Szkoły Sztuk Zdobniczych i Przemysłu Artystycznego w Poznaniu, w latach 1934–1939 studiowała na Wydziale Sztuk Pięknych Uniwersytetu Stefana Batorego w Wilnie. W latach 1939–1945 wykładała reklamę w Szkole Handlowej w Płocku. W latach 1950–1952 była członkiem Spółdzielni „Sztuka”, a w latach 1952–1954 spółdzielni „Inscenizacja” w Łodzi. W latach 1962–1966 była nauczycielką rysunku technicznego w Technikum Ekonomicznym nr 2 w Łodzi. Od 1965 pracowała jako grafik w Wojewódzkim Zarządzie Kin w Łodzi.
Była reprezentantką malarstwa sztalugowego – malowała farbami olejnymi, tworzyła portrety oraz grafikę warsztatową, w tym m.in. drzeworyty, akwatinty i akwaforty oraz grafikę użytkową. Odbywała liczne podróże Europie, podczas których malowała, m.in. odwiedziła: Włochy (1937), Francę i Austrię (1938), ZSRR (1963), Bułgarię (1964) i Jugosławię (1965).
Pochowana została na cmentarzu Północnym w Warszawie (kwatera: W-II-9, rząd: 8, grób: 6).

## Wystawy

### Indywidualne
- Wystawa w Muzeum Mazowieckim w Płocku (1947),
- Wystawa w BWA w Łodzi (1956),
- Wystawa w Powiatowym Domu Kultury w Słupsku (1958)[2].

### Zbiorowe
- Wystawa Okręgu Warszawskiego ZPAP, w Muzeum Narodowym (1947),
- Bildende Kunst na der Ostsee w Rostocku (1960),
- Wystawa Grupy „Zachęta” w Moskwie, Leningradzie i Wilnie (1963)
- II Festiwal Polskiego Malarstwa Współczesnego w Szczecinie (1964)
- Wystawa Grupy „Zachęta” w Londynie (1969)[2]